# Amiga 4000

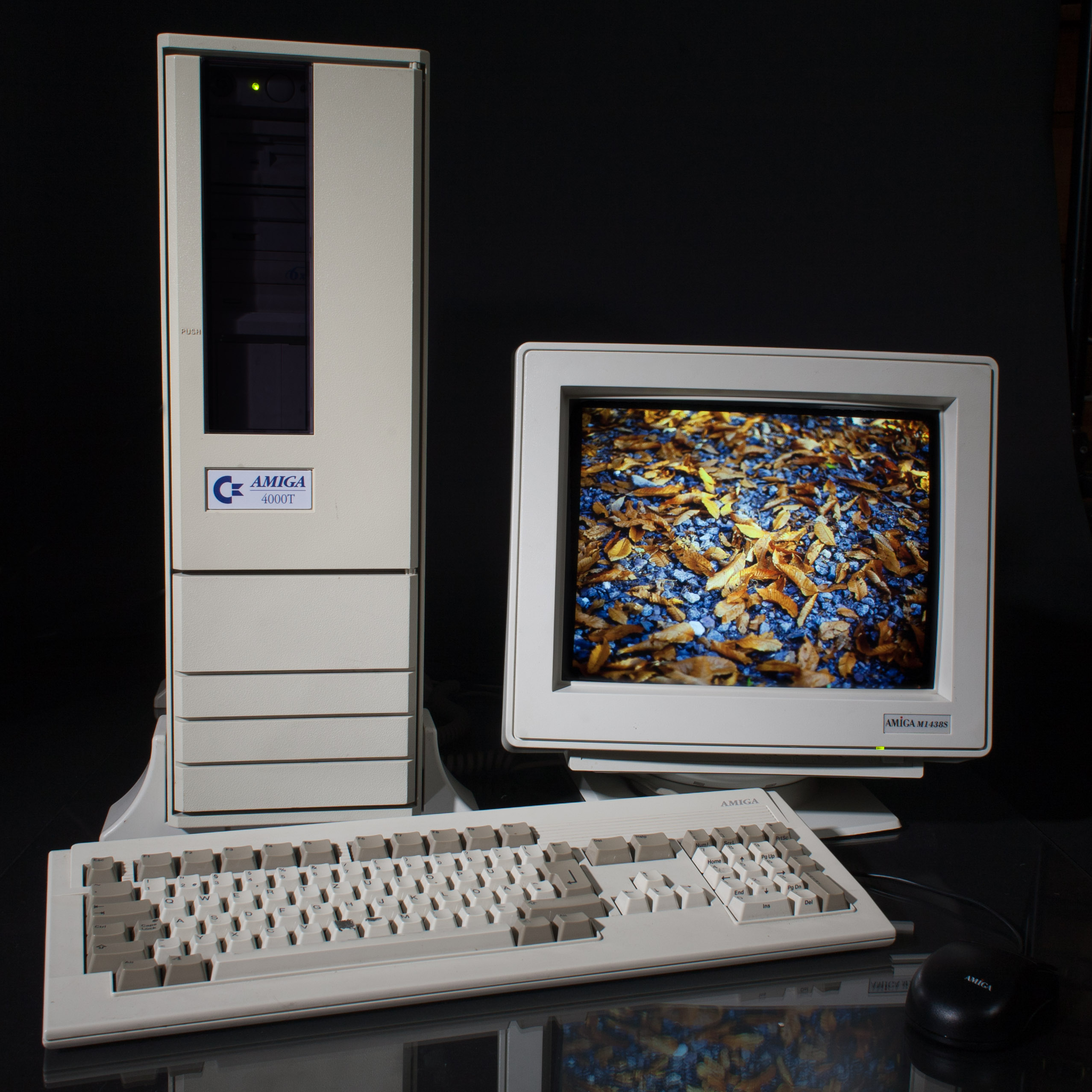
A4000T toronyházas modell

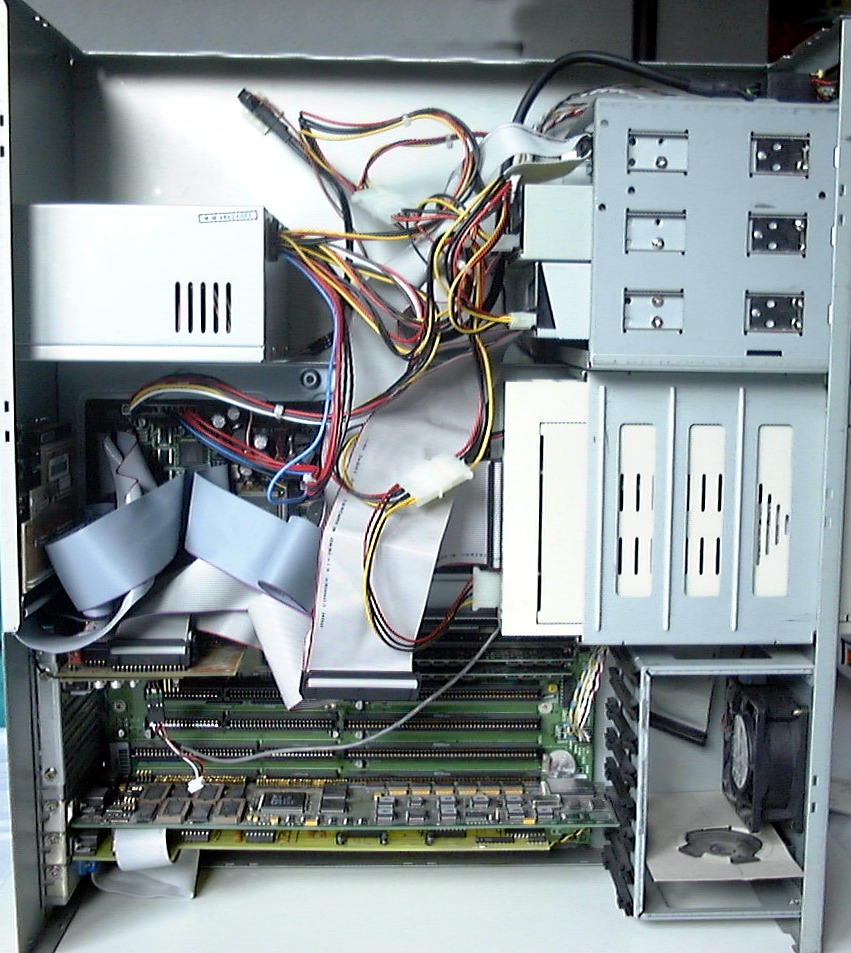
Amiga A4000T levett burkolattal

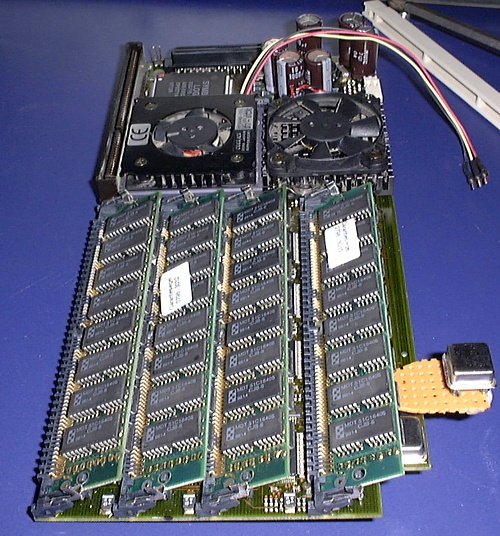
Phase5 CyberStormPPC/604e CPU kártya, 128 MB RAM-mal, SCSI vezérlővel

Az Commodore Amiga 4000, vagy A4000 a Commodore által 1992 őszén kiadott, alapvetően felsőkategóriás grafikai munkaállomás. A modellt 1992 szeptemberében a World of Commodore Show keretében mutatták be a kaliforniai Pasadenában, a forgalmazás pedig 1992 októberben indult.

## Konstrukció
A professzionális felhasználásra szánt legfejlettebb Commodore gyártmányú Amiga 32-bites Motorola 68040-es processzora 3-tól 6-szoros sebességnövekedést eredményez a régebbi Amiga 3000-eshez képest. A rendszer továbbá fejlettebb Advanced Graphics Architecture (AGA) chipsetet használ, mely HAM8 módban 256 000 szín megjelenítésére képes egy 16,8 millió színű "true color" palettáról. Operációs rendszere az AmigaOS 3.0, 3.0-ás Workbench GUI-val, mely ebben a verzióban mutatta be a fájlformátumokat egységes rendszerbe foglaló "datatype"-okat. Több variánsa is létezik, melyek csaknem mindegyikét gyárilag 6 MB RAM-mal, 1,76 MB-os HD floppy meghajtóval és merevlemezzel szállították.
Az IBM PC-kel való nagyobb kompatibilitás érdekében ez a modell hardveresen és szoftveresen is támogatja a PC-khez gyártott monitorokat és az új nagysűrűségű (HD) floppy meghajtókat, így a CrossDOS-driver révén írni-olvasni képes az MS-DOS formátumú 1,44 MB-os HD lemezeket. A modellben már az IDE vezérlő a sztenderd, mely alaplapra integrált. Ez lehetővé teszi egyfelől az olcsóbb, PC-kban használatos IDE HDD-k használatát a sokkal drágább SCSI eszközök helyett, másfelől viszont a 16-bites IDE-vezérlő adatátviteli sebessége meg sem közelíti a 32-bites SCSI kontrollerét.
Eredetileg nem ilyen specifikációjú új modellben gondolkodtak a Commodore mérnökei. Amiga 3000+ néven egy sokkal innovatívabb és fejlettebb prototípus készült, mely projektet azonban a cég vezetői töröltek és egy alacsonyabb előállítási költségű dizájnt valósítottak meg A4000 néven. A legtöbb fejlesztőmérnök, köztük a legismertebb Dave Haynie, ezt máig súlyos baklövésnek tartja, hiszen az Amigák korábbi hiányosságait kiküszöbölő prototípus helyett egy már a kiadásakor elavult dizájnnal jött ki a cég.
Az évek során rengeteg bővítés is megjelent hozzá. 50 MHz-es Motorola 68060-as processzort, vagy a CyberStorm PPC kártyával 233 MHz-es PowerPC processzort is rakhatunk a gépbe. 24 bites videokártyával és akár 1 GB RAM-mal is felszerelhetjük. A Commodore csődje után az AmigaOS-t továbbra is fejlesztették és a már PowerPC alapú 4.1-es változat is futtatható a CyberStorm PPC kártyával.

## Modellváltozatok

### Amiga 4000/040
Ez tekinthető az Amiga 4000 alapváltozatának, mert ez a modell debütált először 1992 októberében. 25 MHz-es Motorola 68040-es mikroprocesszort tartalmaz A3640 típusjelű cserélhető CPU kártyán, mely egy üres FPU slotot is magában foglalt 68881-es vagy 68882-es matematikai társprocesszor számára. A leggyakoribb alaplapváltozat a B revíziójú (rev B). Ez a modell alapkiépítésben 2 MB Chip RAM-ot és 4 MB Fast RAM-ot tartalmaz. A bővítőkártyák illesztésére szolgáló Zorro III és az ISA foglalatok egy riser kártyán helyezkednek el, így az Amiga 3000-hez hasonlóan a kártyák vízszintes elrendezésben telepíthetők.

### Amiga 4000/030, A4000-CR
Ez későbbi változat, melyet a közben megjelent Amiga 1200-es és az A4000-es közötti űr kitöltésére szántak. 25 MHz-es Motorola 68EC030-as CPU-t tartalmaz A3630 típusjelű cserélhető CPU kártyán, mely egy üres FPU slotot is magában foglalt 68881-es vagy 68882-es matematikai társprocesszor számára. A kései 4000/030 verziókban (A4000-CR modellek, ahol CR=cost reduced, azaz csökkentett költségű) a CPU-t már alaplapra forrasztották költségcsökkentési okokból, így a CPU kártyahely szabadon maradt (rev D alaplapok). Ez a modell alapkiépítésben 2 MB Chip RAM-ot és 2 MB Fast RAM-ot tartalmaz.

### Amiga 4000T, A4000T/060
Itt az A3000T-hez hasonlóan egy áttervezett és bővített alaplapról van szó, mely ugyanakkor toronyházba került beszerelésre ("T"=Tower, azaz torony). Az alaplapon mind IDE-, mind pedig SCSI-II-vezérlő is helyet kapott, itt találhatók a Zorro és ISA bővítőkártya foglalatok, továbbá 2 videó slot és 25 MHz-es MC68040-es processzor jellemzi. A házba összesen 6db 5,25"-os meghajtót lehet beszerelni: elöl 3-at vízszintes, 2-t függőleges elrendezésben, hátul pedig még 1-et függőlegesen. 250 W-os PSU adja a villamos megtáplálást.
Ezt a modellt a Commodore CPU kártyára szerelt MC68040-es processzorral szerelte, míg a cég csődje után, 1995 májusától az Escom  tulajdonában lévő Amiga Technologies 50-56 MHz-es Motorola 68060-as "Quikpak 060" processzorkártyákkal szállította (A4000T/060 modell). Az alaplap ugyan még nem, de ezek a Quikpak kártyák már támogatták az EDO RAM-okat, melyekből összesen 128 MB telepíthető a 4db SIMM foglalatba. A modell legtöbb példánya Escom gyártmányú és a termék az Escom 1996 júliusi csődjét is túlélte és a QuikPak egészen 1997-ig gyártotta.

## Retrocomputing
Az amerikai Paul Rezendes elkészítette az Amiga 4000 B revíziójú modellje alaplapjának replikáját és a gyártási dokumentációt is közzétette, így azt - megfelelő szakmai tudással - bárki előállíthatja. Az alaplap kompletten, előszerelten nem kapható, csak Amiga 4000 szervizekben építtethető.
A lengyel CS-Lab s.c. főtevékenysége mellett Amiga gyorsítókártyákat is fejleszt. Jelenleg Amiga 500 és Amiga 1200 típusokhoz gyárt és forgalmaz Motorola 68060 processzorral szerelt kártyákat, de fejlesztés alatt van egy Amiga 4000/3000 kompatibilis processzorkártya is Warp 4060 néven A fejlesztést szorosan figyelemmel kíséri az Amiga-közösség és a legfrissebb információk szerint 2021 nyarán érkezhet a bigbox amigák gyorsítókártyája, mely a meglévő termékek fejlesztett változata lesz a következő főbb paraméterekkel:
- Motorola 68060 rev.6 processzor (50-105 MHz, FPU, MMU)
- 256 MB DDR3 Fast RAM
- Integrált grafikus vezérlő (RTG, FullHD 1920 x 1080, 32-bit színmélység, 60 Hz) mini-HDMI csatlakozóval
- 24-bites hang (DSP)
- Bootolható MicroSD kártyaolvasó, 20 MB/s adatátviteli sebességgel
- IDE interfész merevlemezek, illetve CompactFlash kártyák számára
- 2db USB port[13]

## Specifikáció
| Jellemző            | Specifikáció |
| ------------------- | --- |
| CPU                 | Motorola 68040 25 MHz vagy Motorola 68EC030 25 MHz |
| RAM                 | Chip RAM 2 MB; Fast RAM 2-4 MB, bővíthető max. 16 MB-ig |
| ROM                 | 512 KB Kickstart ROM (v3.x) |
| Chipset             | Advanced Graphics Architecture (AGA) |
| Kép                 | 256 szín minden képernyőfelbontásban, illetve HAM8 módban 256.000 képernyőszín. Grafikus módok: 320×200 – 800×600 - 1280×400                                                                 |
| Hang                | 4× 8-bites PCM csatorna (2 sztereó csatorna) 28 kHz max. DMA mintavételezési frekvencia 70 dB jel/zaj arány                                                                                  |
| Cserélhető tároló   | Chinon FZ-357A 3,5" HD floppy meghajtó (1,76 MB kapacitású) |
| HDD                 | 3,5" IDE merevlemezes meghajtó (gyárilag 80, illetve 120 MB kapacitással) |
| Audio/video kimenet | Analóg RGB video kimenet (DB-23M) Audio kimenet (2×RCA) Video foglalat (belső) |
| I/O portok          | Billentyűzet port (5-tűs DIN) 2× egér/játék port (DE9) RS-232 soros port (DB-25F) Centronics párhuzamos port (DB-25M) floppy meghajtó port (DB-23F)                                          |
| Bővítő aljzatok     | 4× 100-tűs 16-bites/32-bites Zorro III aljzat (Autoconfig) 3× 16-bites ISA aljzat (aktiválásához "bridgeboard", más néven "PC kártya" szükséges) 1× 200-tűs 32-bites CPU/Cache bővítő aljzat |
| OS                  | AmigaOS 3.x (Kickstart 3.x és Workbench 3.x) |
| Egyebek             | 1x előlapi 3,5" meghajtóhely 1x előlapi 5,25" meghajtóhely Alaplapi, elemes valósidejű óra (RTC)                                                                                             |

## Fordítás
- Ez a szócikk részben vagy egészben  az   Amiga 4000 című angol Wikipédia-szócikk fordításán alapul.  Az eredeti cikk szerkesztőit annak laptörténete sorolja fel. Ez a jelzés csupán a megfogalmazás eredetét és a szerzői jogokat jelzi, nem szolgál a cikkben szereplő információk forrásmegjelöléseként.